# Las Canadás
Las Canadás, era el nombre que recibían las dos colonias británicas que ocupaban Canadá, Alto Canadá y Bajo Canadá. Ambas colonias fueron creadas por la Ley Constitucional de 1791 y fueron abolidas en 1841 con la unión de ambas colonias.

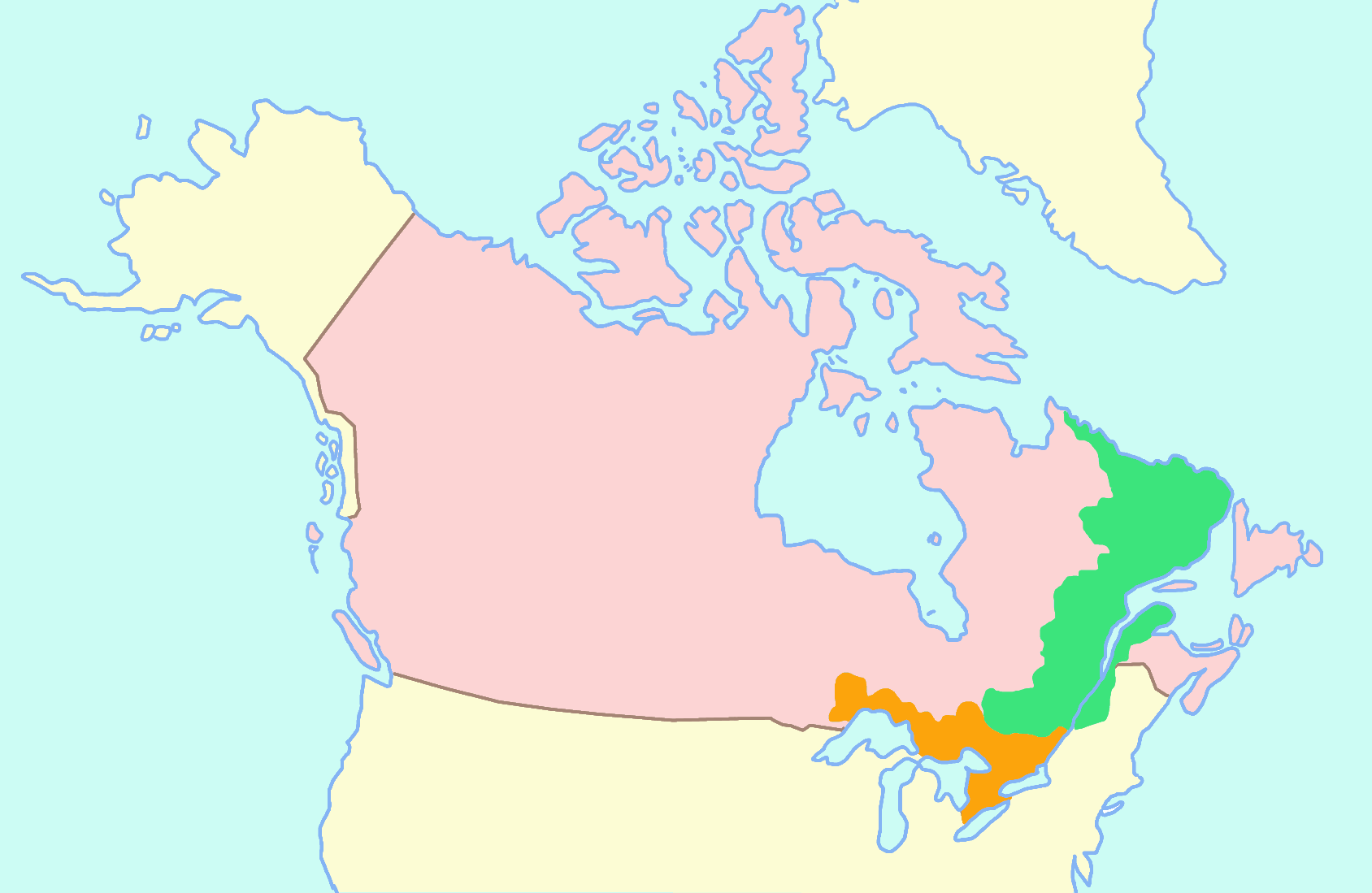
Mapa de las dos colonias británicas en la actual provincia de Quebec, Canadá.

Sus nombres reflejan en las cabeceras del río San Lorenzo, la misma relación que existe entre el Alto Egipto y el Bajo Egipto.

## Dominio de territorio de las colonias

### Bajo Canadá
Bajo Canadá abarcó la parte sur-oriental (actualmente provincia de Quebec) incluyendo la provincia de Labrador (tras desaparecer en 1809 formándose hoy en día la provincia de Terranova y Labrador)

### Alto Canadá
Alto Canadá abarcó la que actualmente es la parte sur de la provincia de Ontario y las tierras que bordean la bahía de Georgia y el Lago Superior (en la actualmente provincia de Quebec), ambas provincias de Ontario y Quebec pertenecían a la Tierra de Rupert.

## Historia
La colonia británica de la provincia de Quebec fue dividida por la Ley Constitucional de 1791 en dos provincias separadas, con el río Ottawa que forma parte de la frontera.
La creación de Alto Canadá fue en respuesta al deseo expresado por los recién llegados colonos unionistas del Imperio de los Estados para las instituciones y las leyes británicas, especialmente las leyes británicas que tienen tenencia de la tierra.
La estructura política de las colonias se cambió después de 1838 con el informe del señor Durham sobre los Asuntos de la Norteamérica británica donde recomienda que se fusionarán en una sola provincia colonial.
Bajo Canadá, Alto Canadá y sus legislaturas fueron abolidas por la Ley británica de la Unión el 23 de julio de 1840 (que entró en vigor a principios de 1841) y unidos como una sola entidad política, la provincia de Canadá.